# اشتوم (شهر اتریش)
اشتوم (به آلمانی: Stumm) یک منطقهٔ مسکونی در اتریش است که در شواس واقع شده‌است. اشتوم ۴٫۹۵ کیلومتر مربع مساحت دارد ۵۵۶ متر بالاتر از سطح دریا واقع شده‌است.